# Байбарус
Байбару́с (овраг Байбарус; чув. Пайпарăс) — малая река на территории Батыревского района Чувашской республики, впадающая в реку Була. Байбарус протекает с юга на север через деревню Старое Ахпердино Батыревского района, разделяя её пополам. Река во всём течении имеет крутые склоны. Имеет тенденцию к сезонному пересыханию в засушливые периоды.

## Этимология
В близлежащих населённых пунктах сохранились предания, в которых имеются попытки донести смысл названия на основе народной этимологии. В одном из преданий говорится о том, что недалеко от местонахождения реки произошло сражение между монголами и чувашами. Когда войско чувашей (булгар) начало одолевать врага, они убили военачальника монголов Руса, который был русским по происхождению, и похоронили его там же. Татары очень уважали своего военачальника, поэтому ежегодно появлялись на реке, где происходило сражение, и молились со словами: «Бай, бай, Рус». Так, по легенде, название закрепилось за рекой.
Также выносятся предположения, что название реке дал некий Байбарыс Дмитриев, по архивным документам живший в деревне Старое Ахпердино и умерший в 1748 году, потомки которого и по сей день живут в этой деревне.

В том же архиве имеются документы о переписи населения в здешних местах. Там есть списки жителей деревни Старое Ахпердино, живших и умерших в 1742—1760 годах. В этих документах мы обнаружили и такую запись: "…в 1748 году, в возрасте 40 лет, умер Байбарыс Дмитриев <…>мы считаем, что название реке дали в честь Байбарыса Дмитриева.<…> По архивным материалам он является выходцем из рода Гавриловых.
— Александр Салмин, Алевтина Павлова: Ты в памяти у всех, родная сторона — 2
Как бы то ни было, в той же архивной книге Ульяновской (Симбирской) области говорится:
Старое Ахпердино на правом берегу реки Була расположено по обе стороны оврага Безимянного и при той же большой дороги…
Этот факт указывает на то, что даже в 1864 году у реки не было официального названия(но, возможно, нынешнее название уже тогда употреблялось местными жителями; хотя пока ещё нет веских оснований так утверждать).

## Мероприятия
- 3 мая 2006 года учащиеся 7-8 классов Староахпердинской основной общеобразовательной школы Батыревского района совместно с руководителями в количестве 43 человек в рамках акции «Весенняя неделя Добра» участвовали в посадке деревьев и кустарников вдоль реки Байбарус[4].